# Verena Wagner Lafferentz
Verena Lafferentz-Wagner (Bayreuth, 1920. december 2. – Nußdorf, 2019. április 19.) Winifred és Siegfried Wagner negyedik gyereke és legfiatalabb lánya, a német zeneszerző, Richard Wagner legfiatalabb unokája, egyúttal Liszt Ferenc dédunokája volt.
Apja, Siegfried Wagner, 61 éves korában halt meg, ekkor Verena Wagner 10 éves volt. Verena Wagner R. Wagner egykori villájában, a bayreuthi Wahnfried-villában nőtt fel testvéreivel, a középiskola után egy obernkircheni képzésben vett részt. Gyerekeit egyedül nevelő, angol születésű anyja, Winifred Wagner Adolf Hitler fanatikus csodálójának számított. Hitler, aki nagymértékben kedvelte Wagner zenéjét, 1923-ban a zeneszerző által alapított Bayreuthi Ünnepi Játékokon került ismeretségbe a Wagner-családdal, később közeli kapcsolatot tartott fenn Verena anyjával, Winifred Wagnerrel; híresztelések szerint az is felmerült, hogy Hitler feleségül veszi. A családban „Wolf bácsiként” szólított Hitler a gyerekeiről szinte a sajátjaiként gondoskodott.
1940-ben Verena Wagner és Hitler is szóbeszéd tárgya lett, szorosabb, bizalmasabb kapcsolatuk miatt, bár állítások szerint Hitlert feszélyezte, hogy a nyilvánosság hogyan fogadná a közöttük levő több mint három évtizednyi korkülönbséget.
 Sokak állítása szerint, Hitler örömmel vette volna feleségül Richard Wagner unokáját, a huszonéves, életvidám Verena Wagnert, aki gyakori látogatója és nyaraló vendége volt a berchtesgadeni rezidenciáján, ha Hitler alapjaiban nem ellenezte volna az ilyen nagy korkülönbségűek közötti házasságot. Verena Wagner Hitler egyik legszókimondóbb  kritikusának hírében állt – mind kulturális, mind aktuális témákban -, melyet kabinetjének egyik tagja sem merészelt volna megtenni. 
1943-ban Verena Wagner Bodo Lafferentz felesége lett, férje 1933-tól a náci párt tagja, emellett 1939-től magas rangú SS tisztként, (SS- Obersturmbannführer), teljesített szolgálatot az SS-hez tartozó Faji és Települési Hivatalban (Rasse- und Siedlungsamt). A flossenbürgi koncentrációs táborhoz tartozó részlegen a kísérleti rakétaközpont irányítója volt, míg sógora, Wieland Wagner a fesztivál számára kapott munkásokat a lágerből. Bodo Lafferentz a második világháború alatt átalakult, gyakorlatilag a náci állam irányítása alatt álló Bayreuthi Ünnepi Játékok, azaz az úgynevezett „Kriegsfestspiele“ jegyeladásáért is felelős szervezője volt. A második világháború után Verena Lafferentz-Wagner férjét a szövetségesek náci ellenes eljárásai során internálták, majd 1949-ben szabadon engedték. Házasságukból öt gyerekük született: Amélie (1944–), Manfred (1945–), Winifred (1947–), Wieland (1949–) és Verena (1952–).
Verena Lafferentz-Wagner elkötelezett támogatója volt a bayreuthi Wahnfried-villának Richard Wagner Múzeummá történő átalakításának. A múzeum 1973-ban nyílt meg. Lafferentz-Wagnernek a Wagner-család többi tagjától eltérően nem voltak művészi ambíciói, a Bayreuthi Ünnepi Játékokon, ill. Wagner tiszteletére rendezett más zenei megemlékezéseken való alkalmankénti megjelenését kivéve. Verena Lafferentz-Wagner 2003-ban részt vett többek között a Koppenhágában megrendezett nemzetközi Richard Wagner kongresszuson, ahol a Dán Királyi Operaházban A walkür előadása díszvendégeként fogadták, Margrethe királynő, Henrik herceg - a Wagner kongresszus patrónusa -, valamint Wolfgang, Gudrun Wagner és Birgit Nilsson társaságában. 2007 februárjában díszvendégként ő nyitotta meg Wagner műveit megszólaltató nagyszabású koncertet Bulgáriában, Szófiában. Kerülte a reflektorfényt, csaknem észrevétlen maradt jelenléte Bayreuthban 2013 májusában, amikor nagyapja születésének 200. évfordulóját ünnepelték, csak amikor unokahúga, Daphne Wagner felhívta a közönség figyelmét rá, köszöntötték tapssal az őszhajú, idős hölgyet.
Verena Lafferentz-Wagner visszavonultan élt a család nyári otthonában, a németországi Überlingenhez tartozó Nußdorfban, a Bodeni - tó partján, közel a svájci határhoz. Wagner utolsó unokájaként 2019-ben Nußdorfban hunyt el otthonában, 98 éves korában.
Wagner Lafferentz több nemzetközi Wagner társaságnak tiszteletbeli tagja volt, a Richard Wagner Alapítvány alelnöke, valamint a Bayreuthi Ünnepi Játékok vezető testületének tagja.

## További információ
- Verena Wagner in Caesars in Goose Step by William D. Bayles
- Verena és Friedelind Wagner és Hitler
- Siegfried Wagner gyermekei
- Wagner a 2003-as Nemzetközi Richard Wagner kongresszuson